# Metropolia ibadańska
Metropolia Ibadańska – jedna z 9 metropolii kościoła rzymskokatolickiego w Nigerii. Została ustanowiona 26 marca 1994.

## Diecezje
- Archidiecezja ibadańska
  - Diecezja Ekiti
  - Diecezja Ondo
  - Diecezja Osogbo
  - Diecezja Oyo

## Metropolici
- Felix Alaba Adeosin Job (1994-2013)
- Gabriel ’Leke Abegunrin (od 2013)